# Biblioteca Nacional de Portugal

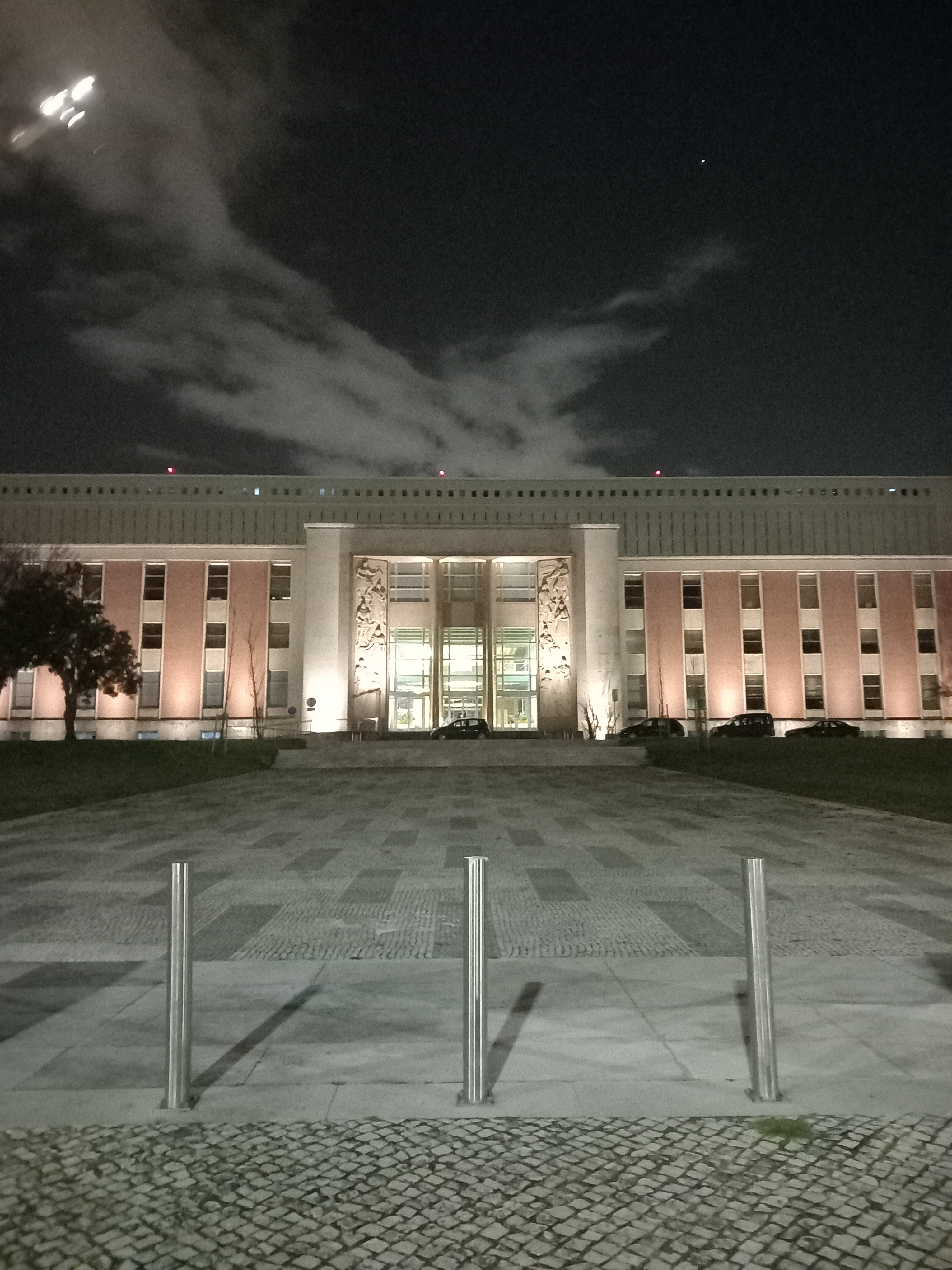
Fachada da Biblioteca Nacional de Portugal em 2024.

A Biblioteca Nacional de Portugal (BNP), localizada na Cidade Universitária de Lisboa, é a depositária do maior património bibliográfico de Portugal.

## História
A biblioteca foi criada por alvará de 29 de Fevereiro de 1796, com o nome de Real Biblioteca Pública da Corte, tendo como objetivo o acesso do público geral ao seu acervo, desta forma contrariando a tendência europeia da época de disponibilizar apenas para sábios e eruditos os tesouros manuscritos e impressos da sua Biblioteca Real.

### Sede
A sua localização no lado poente do jardim do Campo Grande e o projeto arquitetónico foram aprovados pelo governo de António de Oliveira Salazar, devido à exiguidade do Convento de São Francisco, onde se encontrava. A arquitetura deste edifício de raiz é da autoria de Porfírio Pardal Monteiro e de grande modernidade para a época. A Torre de Depósitos, com 13 pisos [10 de livros, revistas, jornais, partituras, arquivos e documentação], é feita de betão armado e dotada de monta-livros assim como de instalação pneumática para receção de requisições. Foram integrados elementos com desenho vanguardista, como o recreio circular do pátio central exterior, para apoio a um infantário, existente entre 1974 e 2007. A transferência dos materiais para o edifício atual ocorreu em 1969 e a inauguração do novo espaço, ocorreu no dia 10 de abril.
A ampliação e remodelação da Torre de Depósitos, que lhe acrescentou 6 300 m², ocorreu entre 2008 e 2011, tendo ainda a remoção de importantes quantidades de amianto sido efetuada nesse período.
É considerada um imóvel de interesse público.

### Missão e atribuições
A Biblioteca Nacional de Portugal tem como missão reunir, proteger e disponibilizar todo o conhecimento produzido em território português. Com uma coleção que ultrapassa três milhões de documentos, as suas atribuições são: reunir, conservar e difundir o património documental português. No decorrer dos seus duzentos anos, reuniu o seu acervo seja por meio de depósito legal ou pela aquisição de obras de reconhecido valor bibliográfico ou cultural.
E considerada como centro nacional de informação bibliográfica e coopera com instituições congéneres nacionais e estrangeiras através da Base Nacional de Dados Bibliográficos (PORBASE), por causa da sua rede de informação, que possibilita a cada utilizador o acesso aos serviços desta Biblioteca sem limite de espaço e tempo. A Biblioteca Nacional é uma das entidades fundadoras do serviço The European Library, que visa a disponibilizar via internet o acesso ao espólio cultural europeu.

## Acervo
O Fundo Geral é o mais significativo da BNP, em termos quantitativos, com um acervo que ascende a mais de 3 milhões de espécies, maioritariamente de bibliografia portuguesa, datados dos séculos XVI a XXI.
Constituído inicialmente pelos acervos provenientes da Livraria da Real Mesa Censória e dos conventos extintos em 1834, o fundo compreende secções de monografias por grandes temas, um conjunto de coleções especiais integradas por doação e ainda uma vasta colecção de periódicos portugueses e estrangeiros.
Abrange todas as publicações editadas em Portugal e recebidas por Depósito Legal desde 1931 até à atualidade, bem como as teses e outros trabalhos académicos das universidades portuguesas cujo depósito passou a ser obrigatório desde 1986.

### Periódicos
A Coleção de Periódicos compreende cerca de 50 mil títulos de jornais e outras publicações em série, dos quais 12 mil são títulos portugueses correntes e cerca de 240 estrangeiros também em publicação, com destaque para a produção brasileira.
Deste acervo fazem parte a imprensa de Lisboa e Porto de expansão nacional, a imprensa regional, o boletim paroquial, o jornal escolar, os relatórios e contas e os anuários das mais diversas empresas e instituições.
A maior parte dos jornais e revistas portuguesas referem-se aos séculos XIX e XX, existindo no entanto também jornais dos séculos XVII e XVIII, de que são exemplos a Gazeta da Restauração (1640), o primeiro periódico português e a Gazeta de Lisboa (1715). Os jornais africanos, macaenses e goeses constituem núcleos de particular interesse, apresentando títulos como o Arauto Africano (Luanda, 1889), o Lourenço Marques Guardian (1905), o Correio de São Tomé (1887), a revista Claridade (Cabo Verde, 1936), A abelha da China (Macau, 1822) ou O cronista de Tissuary (Nova Goa, 1866).
A Biblioteca Nacional de Portugal desenvolveu um programa de microfilmagem das suas coleções, incidindo principalmente sobre jornais portugueses publicados nos séculos XIX e XX.
O conjunto de coleções globalmente designado por Reservados engloba os acervos com maior valor e importância patrimonial à guarda da BNP, que correspondem a:

### Manuscritos
A Área de Manuscritos reúne atualmente seis Coleções, constituídas por documentos de biblioteca e, em menor número, por espécies de arquivo, num total de cerca de 15 066 códices e cerca de 36 000 manuscritos avulsos, de diversos géneros, tipologias e proveniências, cujos limites cronológicos se situam entre os séculos XII e XX.

### Impressos Raros
Esta colecção compõe-se de um conjunto de obras que pela sua antiguidade e raridade assim como pelas características da edição, integram a reserva da BNP em matéria de livro impresso, num total de mais de 30 000 espécies. Compreende duas secções principais: anteriores a 1500 (incunábulos), com 1 597 títulos, em que se incluem alguns exemplares únicos no mundo e também um exemplar raro da Bíblia de Gutenberg, o primeiro livro que assinala o início da produção em série e impressas a partir de 1501 (Reservados), composto pela coleção geral dos impressos raros posteriores a 1500, de que se destaca a tipografia portuguesa e espanhola (cerca 3 000 títulos) do século XVI, a Erasmiana (obras de Erasmo como autor, editor, tradutor e anotador), a Plantiniana (obras impressas por Christophe Plantin em Antuérpia e Leiden, século XVI) e as edições Aldinas (obras do impressor Aldo Manuzio e seus sucessores, impressas nos século XV e XVI) num total aproximado de 1 000 títulos e ainda um conjunto de outras coleções individualizadas segundo critérios vários como temas, impressores ou características especiais.

### Coleções patrimoniais e arquivos
A Área de Arquivo Histórico reúne fundos e coleções constituídas por documentos de arquivo de diversas proveniências e cujos limites cronológicos se situam entre os séculos XI e XX. Predominam os arquivos pessoais e de família, embora existam igualmente fundos ou partes de fundos da administração central e local, judiciais, notariais, eclesiásticos - sobretudo de ordens religiosas, económicos, de irmandades, confrarias e misericórdias, para além do Arquivo Histórico da Biblioteca Nacional de Portugal.

### Arquivo de Cultura Portuguesa Contemporânea (ACPC)
Este arquivo reúne actualmente 195 espólios de escritores e outras personalidades, do século XIX e XX, onde se destacam Fernando Pessoa, Eça de Queirós, Camilo Castelo Branco, Camilo Pessanha, Antero de Quental, Oliveira Martins, Mário de Sá Carneiro, Jaime Cortesão, Raul Proença, Vitorino Nemésio, Vergílio Ferreira, José Saramago, Rómulo de Carvalho, José Cardoso Pires, José Gomes Ferreira, Rúben A., Augusto Abelaira, Fernando Namora, Sofia de Melo Breyner Andresen, Al Berto, entre outros.

### Cartografia e Iconografia
A colecção de cartografia reúne um conjunto de cerca de 6 800 títulos de atlas, mapas e plantas, impressos e manuscritos, produzidos e ou publicados desde o século XVI. Embora englobe cartografia de todas as partes do globo, tem uma maior incidência nas representações de Portugal e das suas antigas colónias e domínios ultramarinos. A coleção de Iconografia compreende cerca de 117 000 imagens sobre papel constituídas a partir das colecções de estampas, desenhos e registos de Santos, dada a tomada de consciência do seu valor patrimonial e para o conhecimento histórico, sociológico, artístico. Embora de âmbito universal, os temas predominantes são portugueses, e datados entre o século XVI e a actualidade. As colecções são permanentemente enriquecidas por Depósito Legal, compras e ofertas.

### Música
A colecção de Música é um dos mais importantes acervos musicais de Portugal, especialmente relevante para a investigação histórica e musicológica. Conta com mais de 50 000 espécies, dos séculos XII a XX, de produção maioritariamente portuguesa, sendo constituída por partituras, impressas e manuscritas, livros e periódicos de temática musical, libretos, programas, cartazes, fotografias, arquivos pessoais e institucionais entre outros materiais associados à produção musical e discográfica.

### Leitura para Deficientes Visuais
O serviço de Leitura para Deficientes Visuais possui e produz, desde 1969, obras em Braille e livros sonoros. Os suportes disponíveis são o papel, a fita magnética e digital, com mais de 12 500 espécies.
Estes fundos e coleções resultam de incorporações resultantes da extinção das ordens religiosas, em 1834, e das que se seguiram à implantação da República, e ainda de compras e de doações.
O acesso aos fundos e coleções do Arquivo da BNP é facultado nas respectivas salas de Leitura.

## Museu do Livro
O projeto do Museu do Livro foi desenvolvido por Natércia Rocha em colaboração com Isabel César Anjo. O Museu do Livro foi uma exposição permanente dedicada à história do livro em que constavam obras como Ilustração da Árvore Genealógica da Sereníssima casa de Bragança (Séc. VIII, por José Faria), Crónica de D. Pedro (D. Fernando) (Séc. XVI, por Fernão Lopes), Compromisso da Irmandade dos Clérigos da Caridade Instituída na cidade de Lisboa (1592), Regra de Santa Clara (1523), entre outros. Já não existe. No seu espaço decorrem exposições temporárias temáticas, como por exemplo "O Japão em fontes documentais dos séculos XVI e XVII", "O livro e a iluminura judaica em Portugal no final da Idade Média", e "A biblioteca do Embaixador: os livros de D. García de Silva y Figueroa (1614-1624).

## Lista de bibliotecários-mores e diretores-gerais
- 1796-1816 – António Ribeiro dos Santos
- 1816-1834 – Joaquim José Ferreira Gordo
- 1834 – Joaquim Larcher
- 1834-1843 – Vasco Pinto de Sousa Coutinho (4.º visconde de Balsemão)
- 1843-1846 – José Feliciano de Castilho Barreto e Noronha (1.ª vez)
- 1846 – António de Oliveira Marreca
- 1846-1847 – José Feliciano de Castilho Barreto e Noronha (2.ª vez)
- 1851-1857 – José Barbosa Canais de Figueiredo Castelo Branco
- 1857-1886 – José da Silva Mendes Leal
- 1886-1887 – António José Enes
- 1887-1902 – Gabriel Pereira
- 1902-1911 – Xavier da Cunha
- 1911-1918 – Faustino da Fonseca
- 1918-1919 – Fidelino de Figueiredo (1.ª vez)
- 1919-1927 – Jaime Cortesão
- 1927 – Fidelino de Figueiredo (2.ª vez)
- 1928-1950 – Augusto Botelho da Costa Veiga
- 1950-1951 – João Martins da Silva Marques
- 1951-1974 – Manuel Santos Estevens
- 1974-1976 – António Henrique de Oliveira Marques
- 1980-1983 – João Palma-Ferreira
- 1984-1985 – Vitorino Magalhães Godinho
- 1985-1990 – Manuel Villaverde Cabral
- 1990-1996 – Maria Leonor Machado de Sousa
- 1996-1998 – Francisco Bethencourt
- 1998-2002 – Carlos Reis
- 2002-2005 – Diogo Pires Aurélio
- 2005-2011 – Jorge Couto
- 2011-2012 – Pedro Dias
- 2012-2024 – Maria Inês Cordeiro
- 2024 –    Diogo Ramada Curto